# André Lemierre
Pour les articles homonymes, voir Lemierre.
 (décembre 2011).
Si vous disposez d'ouvrages ou d'articles de référence ou si vous connaissez des sites web de qualité traitant du thème abordé ici, merci de compléter l'article en donnant les références utiles à sa vérifiabilité et en les liant à la section « Notes et références ».
André Alfred Lemierre (né le 30 juillet 1875 à Paris et mort le 11 août 1956 à La Bernerie-en-Retz) est un bactériologiste français.

## Biographie
Il étudie à Paris où il devient externe en médecine en 1896 et interne en 1900. En 1904 il obtient son doctorat, devient médecin des hôpitaux en 1912 et travaille ensuite à l'hôpital Bichat. En 1926 il est promu professeur de bactériologie.
Ses travaux concernent les septicémies, le typhus, les infections des voies biliaires et urinaires, les maladies des reins, etc. Il a décrit le syndrome de Lemierre en 1936 alors qu'il travaillait comme un bactériologiste à l'hôpital Claude-Bernard à Paris. Il est membre du comité médical de la Résistance avec Gabriel Richet. Il est le beau-père de Paul Milliez. Il était un ami très proche du docteur Albert Besson, chez qui il venait très souvent.